# 碳閃
碳閃（Carbon detonation）是白矮星重新进行的劇烈的熱核融合，这通常會形成Ⅰa超新星。

## 過程
白矮星要發生碳引爆，通常只有在聯星的狀態下，伴星要足夠的接近，才能傾倒足夠的質量給白矮星，而這還必須在伴星的演化進入最後階段時才會發生。
如果伴星供應了足夠的質量給垂死的恆星，白矮星会因为质量增加而体积持续收缩，收缩释放的重力势能使白矮星內部的壓力和溫度升高，并最后足以引燃原先在核心不能燃燒的碳。碳引爆一般都發生在白矮星的質量被累積至接近大約是1.4太陽質量的錢德拉塞卡極限时。
電腦模擬顯示，在融合開始之前會有一系列的湍流，和由瑞利-泰勒不穩定性引起擴張的"氣泡"。 核融合前不穩定的湍流使恆星表面千瘡百孔，而因之前的千瘡百孔大量裸露的表面造成極端迅速的"燃燒"，就是所知的"熱核火焰"。這種快速的"燃燒"造成白矮星表面噴發性的爆炸，就是被看見的Ⅰa超新星。

## 外部連結
- 恆星的死亡 （页面存档备份，存于）
- JINA: Type Ia Supernova Flame Models （页面存档备份，存于）
- A Computer Simulation of Carbon Detonation/Deflagration （页面存档备份，存于）